# USS 인천
USS 인천 (LPH/MCS-12)은 이오지마급 강습상륙함의 12번째 마지막함이다. 한국전쟁 기간 중, 미국 해군의 인천 상륙작전을 기념하여 명명하였다.
인천함은 1968년 4월 8일 미시시피주 파스카골라의 조선소에서 건조가 시작되어 1969년 5월 24일 진수했다.
이후 각종 전쟁에 끌려다니다가, 2004년 12월에 표적함으로서 격침되며 함생을 마감했다.

## 받은 훈장
- Navy Unit Commendation
- Navy Meritorious Unit Commendation
- Navy E Ribbon (5)
- Marjorie Sterrett Battleship Fund Award
- Navy Expeditionary Medal (2-Lebanon, 1-Liberia-Op Sharp Edge)
- National Defense Service Medal
- Armed Forces Expeditionary Medal (1-Op. Restore Hope, Somalia)
- Vietnam Service Medal
- Republic of Vietnam Campaign Medal

## 참고
- “Inchon (LPH 12)” (영어). Naval Vessel Register. 2013년 10월 10일. 2024년 8월 22일에 원본 문서에서 보존된 문서. 2020년 12월 24일에 확인함.
- “USS Inchon (LPH-12/MCS-12)”. 《NavSource Online》 (영어). 2020년 12월 24일에 확인함.
- Doehring, Thoralf. “USS Inchon (MCS 12)”. 《navysite.de》 (영어). 2020년 12월 24일에 확인함.